# Plinius den äldre
Gaius Plinius Secundus, mer känd som Plinius den äldre (latin: Plinius maior), född 23 i Como eller Verona, död 24 oktober 79 i Stabiae, var en romersk författare och naturfilosof. Han skrev bland annat Naturalis Historia.
Plinius hade olika höga militära och civila befattningar, bland annat i nuvarande Frankrike och på Iberiska halvön. När han omkom vid Vesuvius utbrott den 24 oktober år 79, var han kommendör för den stora flottbasen i Misenum. 
Plinius den äldre skrev en rad böcker, bland annat om spjutkastning, om krigen i Germanien och om retorik. Det enda verk som överlevt till våra dagar är hans Naturalis historia (ibland: Historia naturalis), 37 böcker som omfattar antropologi, botanik, etnografi, fysiologi, geografi, jordbruk, matematik, medicin, meteorologi, ornitologi, trädgårdsskötsel, zoologi, mineralogi och de sköna konsterna. Det mesta i dessa böcker är text som Plinius den äldre sammanställt ur andra textkällor.
Plinius den äldre var morbror till Plinius den yngre.

## Biografi

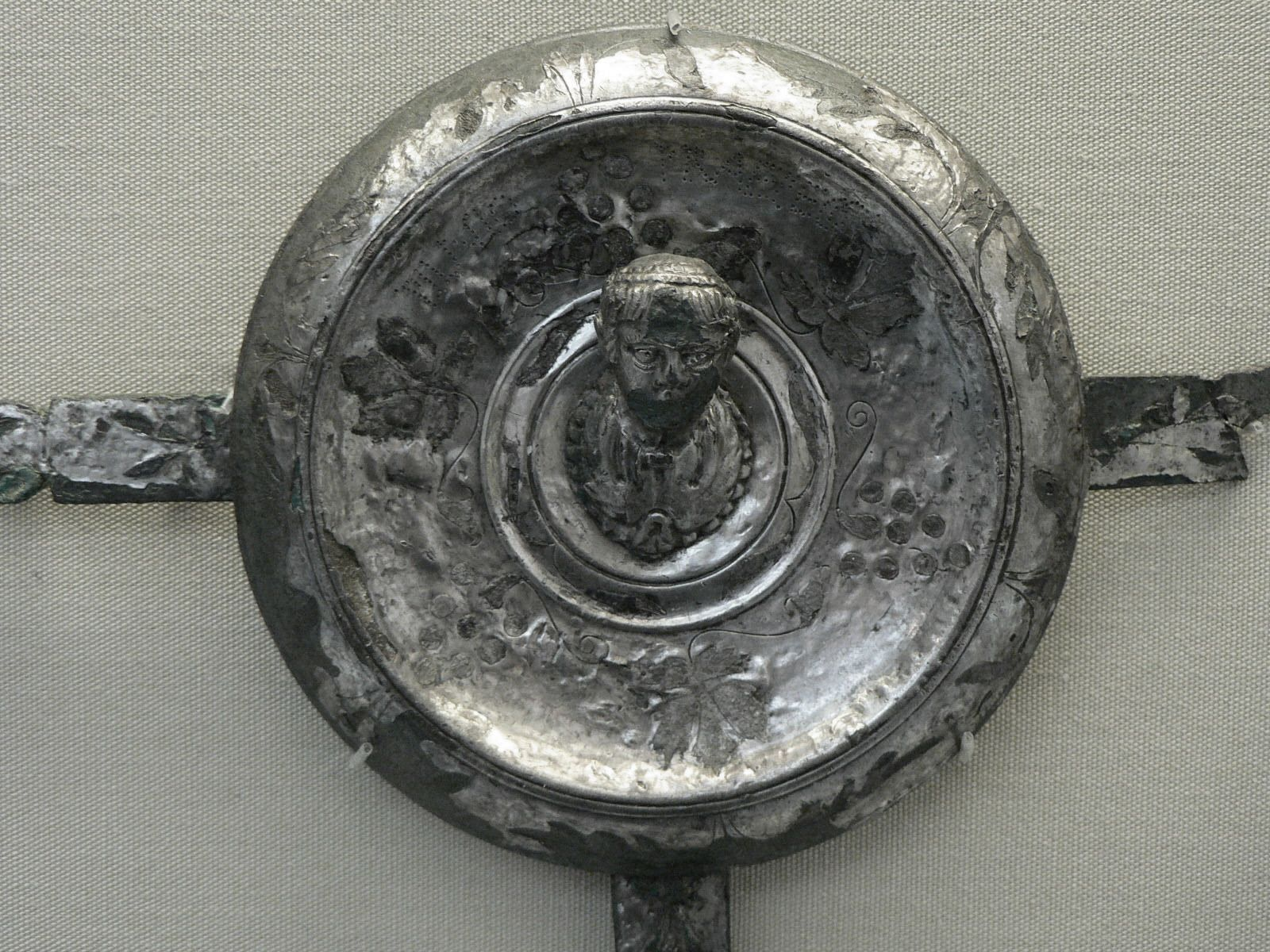
Dekoration till hästsele med skriften PLINIO PRAEF(ECTO) EQ(UITUM) ("medan Plinius var kavelleriprefekt"), som tros ha delats ut till kavallerister i Plinius militärenhet vid Rhen. Funnen i Castra Vetera (Xanten), nu utställd på British Museum

Plinius den äldre föddes i en välbärgad familj som tillhörde equites, det romerska riddarståndet. Hans mor var dotter till senator Gaius Caecilius av Novum Comum. Liksom diktaren Catullus kom Plinius från Verona (Gallia Transpadana), och han kallar diktaren conterraneus, landsman. 

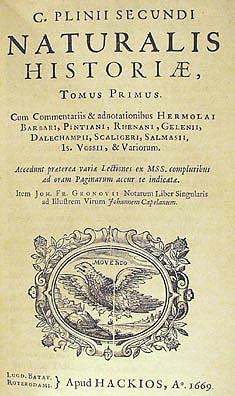
Naturalis Historia i en utgåva från 1669.

Före år 35 tog hans far honom till Rom, där han fick utbildning av faderns vän, poeten och befälhavaren i armén, Publius Pomponius Secundus, vilket inspirerade honom till livslångt lärande och fortsatta studier. Han nämner retorikerna Remmius Palaemon och Arellius Fuscus (Naturalis historia xiv.4; xxxiii.152), och kan möjligen ha varit deras student. Han studerade botanik i Roms topiarius (trädgårdar) för den åldrade Antonius Castor (xxv.9), och såg de vackra lotusträden på marken som en gång tillhört Marcus Licinius Crassus (xvii.5). Han såg också de stora byggnader Caligula låtit uppföra (xxxvi.111), och sannolikt bevittnade han Claudius triumf för segern över Britannien år 44 (iii.119). Under inflytande av Seneca den yngre studerade han filosofi och retorik med stor hängivenhet, och började praktisera som advokat.
Av en händelse fann han Gracchernas autografier i ett bibliotek, två århundraden efter deras död, vilket så småningom ledde till att han skrev en biografi över dem (N.h. xiii.83)
Han tog värvning, och deltog i Roms seger över germanstammen Chauchi år 47 samt i byggandet av kanalen mellan floderna Maas och Rhen. Som ung befälhavare över ett kavalleri (praefectus alae) skrev han ett verk om stridsteknik till häst (De jaculatione equestri), där han bland annat framför betydelsen av en god häst.
I Gallien och Spanien lärde han sig ett flertal keltiska ord (xxx.40). Han antecknade romerska belägringar av germanska platser, och under Drusus seger hade han en dröm om att han överförde erfarenheterna till de efterkommande släktleden. Drömmen fick honom att börja skriva en historia om krigen mellan romarna och germanerna.
År 50 följde han sannolikt sin faders vän Pomponius på en expedition mot Chatti, en germansk stam, och var därmed i Germanien en tredje gång, denna gång som kamrat till Titus Flavius Vespasianus, som senare blev kejsare. Under Nero bodde han i Rom. Han nämner en karta över Armenien och Kaspiska havets omgivningar, vilken sändes till Rom av Corbulos stab år 58 (vi.40). Han såg även vad som återstod av Neros gyllene hus efter branden 64 (xxxvi.111).
Under tiden färdigställde han de tjugo böckerna till sin Historia över de germanska krigen, vilket är det enda verk som uttryckligen anförs av Tacitus i de första sex böckerna av Annales (1.69), och är troligen huvudkälla till Germania. Tacitus överglänste dock detta verk av Plinius, och under 400-talet misströstar Quintius Aurelius Symmachus om att kunna få tag på ett exemplar (Epp. xiv.8).
Plinius lade också ner mycket tid på att skriva om ett jämförelsevis tryggt ämne, nämligen grammatik och retorik. Ett utförligt alster om retorik, Studiosus, följdes upp av åtta böcker, Dubii sermonis, år 67.
Under sin vän Vespasianus återgick han till statstjänst, och utnämndes till procurator över Gallia Narbonensis (70) och Hispania Tarraconensis (73), samt besökte provinsen Gallia Belgica (74). Hans vistelse i Spanien ledde till att han skaffade sig grundliga kunskaper om jordbruket och gruvindustrin i området, och därtill reste han till Afrika (vii.37). Vid återkomsten till Rom fick han ett ämbete nära Vespasianus, vilken han besökte varje dag före gryningen varpå han utförde sina order, och därefter kunde ägna resten av dygnet till studier och författande.
Han skrev Historia över samtiden i 31 böcker, som torde ha behandlat åren från Neros regeringstid till Vespasianus och lät kungöra i Naturalis Historia att den skulle offentliggöras postumt. Den citeras av Tacitus (Ann. xiii.20, xv.53; Hist. iii.29) och är en huvudkälla för Suetonius och Plutarkos.
Han blev vidare så gott som färdig med sitt huvudverk Naturalis Historia, en encyklopedi i vilken Plinius sammanställt mycket av sin samtids kunskap. Detta verk hade han börjat planera redan under Neros regeringstid. Materialet fyllde något mindre än 160 volymer år 23. År 77 dedicerade han den till kejsaren Titus.
Strax därpå emottog han en utnämning av kejsaren till prefect över den romerska flottan vid Misenum. Där var han stationerad 24 augusti 79, då Vesuvius stora vulkanutbrott ödelade Pompeji och Herculaneum. En önskan att bevittna händelsen på nära håll, och försöka rädda några vänner som befann sig i riskområdet, fick honom att föra sina galärer mot nuvarande Castellammare di Stabia. Hans systerson Plinius den yngre har berättat om hans död, och antagligen avled han genom att inandas de giftiga gaserna som kom från vulkanen.
Berättelsen om hans sista timmar finns i ett brev av Plinius den yngre till Tacitus, 27 år senare. Tack vare Plinius den yngre finns även uppgifter om hur han gick tillväga när han skrev och andra detaljer om hans vardag.
Det enda verk som bevarats är Naturalis historia. Det tillerkändes stor auktoritet av lärde under flera århundraden.

## Eftermäle
Nedslagskratern Plinius på månen och asteroiden 3226 Plinius är uppkallade efter Plinius den äldre.

## Naturalis historia
Plinius den äldre är vid sidan av Lucretius den ende kände romare som föresatt sig att avhandla hela naturen. I verkets slut hyllar han världens moder för att han kunnat fullgöra sitt arbete. Verket bygger huvudsakligen på omfattande textstudier.
Stilen bär omisskännliga spår av påverkan av Seneca. Detta innebär att tydligheten och livfullheten får ge vika för stilistiska knep, som antiteser, troper, metaforer, frågor, och annat sådant som får stilen att påminna om manierismen. Emfasen undantränger rytmiskt och artistiskt konstruerade meningsbyggnader, vilket får dem att te sig löst uppbyggda. Ablativ, som ofta används för att uttrycka författarens egen uppfattning om ett tidigare påstående, används ofta.
Under 200-talet utkom ett derivat av Plinius geografiska utsagor av Solinus; under början av 300-talet kom en medicinsk motsvarighet med titeln Medicina Plinii. På 700-talet är det känt att Beda venerabilis ägde en utmärkt utgåva av hela verket och Karl den stores hov hade likaså verket. Omkring år 825 gjorde Dicuil ett sammandrag, som kallas Mensura orbis terrae. Plinius verk hade högt anseende under medeltiden och det finns bevarat i flera manuskript.
Av särskilt intresse brukar hans beskrivning av papyrus ägnas, liksom olika sätt att erhålla purpurfärg, och hans skildring av näktergalen. Därutöver är verket fullt av hans livsvisdom, som ofta brukar citeras. Hans kapitel om konsthistoria är det enda i sitt slag från antiken.
Forskare under modern tid har ägnat mycken möda åt att utreda hans handhavande med sitt källmaterial.

## På svenska
- Om bildkonsten: Naturalis historia XXXIII–XXXVII (översättning av Bengt Ellenberger) (Åström, 1997) (tvåspråkig utgåva)
- Om människan: antikens världsrekordbok = Naturalis historia VII (översättning med inledning och kommentarer av Alf Önnerfors) (Åström, 2000) (tvåspråkig utgåva)
- Om fåglarna (Naturalis historia. 10) (inledning, översättning och kommentarer: Lennart Nilsson) (Ellerström, 2003)